# ترانسدانوبیای مرکزی
ترانسدانوبیای مرکزی (مجاری: Közép-Dunántúl) یک منطقه آماری مجارستان به مرکزیت شهر سکش‌فهروار است. این منطقه ۱۱٬۲۳۷ کیلومترمربع مساحت و ۱٬۱۰۴٬۸۴۱ نفر جمعیت دارد.